# Экономика Карафуто
Экономика Карафуто развивалась очень динамично, особенно на фоне социальных катаклизмов, охвативших северную, российскую, часть острова Сахалин в первой половине XX века. Учитывая её колониальный статус и периферийное положение, ведущую роль в Карафуто играли разного рода дотации центрального правительства Японии как в области управления, так и по части финансирования доходных статей бюджета губернаторства. Особое внимание уделялось построению прочной финансово-кредитной системы, которое преследовало две цели: стимулировать колонизацию острова и успешно интегрировать его в общеяпонскую экономику (о чём было официально заявлено в 1943 году). Основными отраслями экономики Карафуто была добыча, переработка и экспорт сырья — леса и рыбы. К концу периода в экономике значительную долю занимали также военно-оборонный комплекс с привлечением принудительного труда корейцев из Японской Кореи.

## Интеграция
Японский бизнес активно занимался освоением Карафуто. Уже в 1906 году, до образования префектуры, на территории Карафуто зарегистрировалось 1200 различных японских предприятий. Остров посещали многочисленные японские научно-исследовательские экспедиции, исследовавшие его природу, климат, флору, фауну и рельеф. Японцев интересовали природные ресурсы острова, в первую очередь уголь, рыба, нефть, пушнина и лес. Автохтонное население (айны, нивхи, ороки) при этом сгонялось в 8 резерваций, где их учили японскому языку, а также различным трудовым и учебным навыкам счёта и письма.
В целом до середины 1920-х годов Карафуто представлял собой крупный сырьевой придаток Японский империи. При этом его природные богатства осваивались хищническим образом: на острове Монерон были вырублены все ценные леса, а в Карафуто практически полностью исчезли соболь и калан, охотиться на которых было запрещено в российском секторе. Резко сократилось поголовье белки и многих морских птиц на Монероне. Из-за быстрого истощения рыбных ресурсов лишь недавно основанные японские рыбацкие деревни пустели так же бысто как и возникaли. Но место дикой пушнины быстро заняли частные лисопитомники. Большую роль играли также ловля и экспорт рыбы, а также добыча и переработка морепродуктов. Присоединение Карафуто и оккупация Северного Сахалина позволила Японии снизить вдвое до этого почти тотальную нефтяную зависимость от США и создать мощный военный флот к середине 1920-х годов.
Однако в то же время правительство вкладывало большие деньги в строительство инфраструктуры (дорог, мостов, ж/д путей и т. д.) для масштабного заселения острова японцами. Большие средства инвестировались и в промышленность и транспортную инфраструктуру: здесь появилось 735 предприятий и было проложено более 700 км узкоколейных железных дорог.

## Милитаризация
С 1936 года резко возрастают военные расходы: в преддверии войны хозяйство Карафуто начинает быстро переходить на военные рельсы. Для принудительных работ в пользу государства начинают массово привлекаться специально завезенные корейцы из Японской Кореи. В 1943 году, за успехи в экономическом развитии, Карафуто стало единственной территорией Японии XX века, которой было позволено официально перейти из разряда «колоний» (гайти) в разряд «собственно японских земель» (найти). B период с 1939 по 1945 год около 40 тысяч корейцев были ввезены японскими властями на Сахалин для подготовки инфраструктуры острова к войне. Часть корейцев приехала на Сахалин добровольно в поисках более высоких заработков, поскольку в 1943 году зарплаты на острове были значительно выше, чем в Корее, имевшей статус колонии.

## Советизация
Потеря Карафуто в 1945 году нанесла крайне болезненный удар по экономике Японии в целом: Карафуто был фактически единственным надёжным источником древесины для производства бумаги в стране. Утрата обширных и богатых ресурсами рыбных угодий и массовaя депортация местного японского населения на Хоккайдо вынудили Японию начать импорт американских продовольственных товаров. Японская иена сохранялась в обороте Карафуто в течение 7 месяцев после капитуляции Японии, затем в обращение был введён советский рубль. Большинство японской городской застройки было разрушено по причине её несоответствия советским нормам, особенно в плане отопления жилых зданий. Но СССР старался сохранить музейные здания, а также мощности рыбоконсервных заводов.